# 卡姆斯托克鎮區 (明尼蘇達州馬歇爾縣)
卡姆斯托克鎮區（英語：Comstock Township）是位於美國明尼蘇達州馬歇爾縣的一個行政鎮區。

## 地方資料
卡姆斯托克鎮區的面積為117.20平方千米，皆為陸地。根據2020年美國人口普查的數據，當地共有人口127人，而人口密度為每平方千米1.08人。